# Битка при Златица
Битката при Златица се води на 12 декември 1443 г. между унгарски войски, предвождани от крал Владислав III Варненчик и Янош Хуняди, и Османската империя.

## Предистория
В Битката при Ниш кръстоносците побеждават и принуждават Касим паша от Румелия и неговия съкомандир Турахан бей да избягат в София, за да предупредят Мурад II за похода. Двамата изгарят всичките села по техния път в опит да изтощят кръстоносците в тактика на изгорена земя. Когато пристигат в София, те съветват султана да изгори града и да отстъпи през планинските проходи, където по-малката турска армия няма да е в толкова трудно положение.

## Битката
Кръстоносците възнамеряват да напреднат към Адрианопол през горите на Средна гора. В Златишкия проход пътят им е блокиран от силна турска армия, която е подпомогната от суровото зимно време. Кръстоносците са принудени да се върнат обратно.

## Последствия
След битката при Златица и последвалото отстъпление на кръстоносците, бойното поле и околния район са напълно подложени на плячкосване. София е нападната. В обратния им поход кръстоносците нападат от засада и побеждават преследваща ги турска войска в Битката при Куновица, където Махмуд бей, зет на султана и брат на великия везир Чандарла Халил паша, е пленен. Мурад II междувременно се връща гневен и отчаян от ненадеждността на войските си и хвърля Турахан бей в затвора, обвинявайки го за неуспехите на армията си и за пленяването на Махмуд бей.